# GAZ Gazon Next
Il GAZon NEXT (russo: ГАЗон NEXT) è un camion prodotto da Gor'kovskij avtomobil'nyj zavod. Il modello è in produzione dal 2014 ed è il successore del GAZ-3307. Sotto il nome Sadko NEXT esiste una variante del veicolo con trazione integrale, quindi questo è il successore del GAZ-3308.
Il GAZon NEXT è un autocarro leggero a due assi con trazione posteriore e un peso lordo del veicolo di 8,7 tonnellate. È già disponibile di fabbrica con diverse varianti di carrozzeria. Vengono forniti, ad esempio, modelli a pianale, ma anche veicoli refrigerati o veicoli speciali per le autorità o per il servizio invernale. Si stanno costruendo anche camion della spazzatura.
Il motore diesel installato è del marchio russo JaMZ con una potenza di circa 110 kW e una cilindrata di 4,43 litri. La produzione in serie della GAZon NEXT è iniziata presso la GAZ di Nizhny Novgorod il 19 settembre 2014, il costo di investimento della nuova linea di produzione è stato di oltre 2,3 miliardi di rubli. In questo contesto non è chiaro se contemporaneamente sia stata interrotta la produzione del predecessore GAZ-3307, ma questo veicolo non viene più offerto.
Alla fine del 2015 una GAZon NEXT in configurazione base costava circa 1,4 milioni di rubli (all’epoca circa 20.000 euro).

## Versioni
Secondo il produttore, GAZon NEXT è disponibile in oltre 300 varianti di modello. L'elenco seguente è limitato alle varianti base più importanti.
- GAZ-С41R13-10 – modello standard con cabina singola e passo corto di 3770 mm
- GAZ-С41R33-10 – modello standard con cabina singola e passo lungo di 4515 mm
- GAZ-ГАЗ-С41R33-10 – Versione designata come GAZon NEXT City. L'intero veicolo è più basso e ha una soglia di carico più bassa. Il passo è di 3770 mm.
- GAZ-С41R33-10 – GAZon NEXT City con passo lungo di 4515 mm
- GAZ-С42R33-10 – modello standard con passo lungo e cabina doppia
- GAZ-С41R33-1010 – modello standard con telone, passo lungo
- GAZ-С41R13-1010 – modello standard, ma con carrozzeria refrigerata, passo corto

## Specifiche
Per il modello base con passo corto e piattaforma.
- Motore: motore diesel a quattro cilindri in linea
- Tipo di motore: JaMZ-53441
- Potenza: 109,5 kW (149 CV)
- Cilindrata: 4430 cm³
- Alesaggio: 105 mm
- Corsa: 128 mm
- Rapporto di compressione: 17,5:1
- Coppia massima: 490 Nm
- Norma sulle emissioni: EURO-IV
- Trasmissione: meccanica, 5 marce avanti, 1ª marcia non sincronizzata
- Consumo carburante: 18,0 l/100 km a 80 km/h costanti
- Velocità massima: 110 km/h su strada asfaltata
- Voltaggio di bordo: 12 V
- Posti a sedere: 2+1
- Formula di guida: 4×2

### Dimensioni e pesi
- Lunghezza: 6.450 mm (7.195 mm con passo allungato)
- Larghezza: 2755 mm sopra gli specchietti esterni
- Altezza: 2335–2400 mm, a seconda della dimensione del cerchio installato
- Passo: 3770 mm (in alternativa: 4515 mm)
- Altezza del pianale del vano di carico sopra la strada: 1300 mm
- Raggio di sterzata: 16,4 m
- Altezza da terra: 253 mm
- Scartamento: 1740 mm
- Peso a vuoto: 3930 kg
- Peso lordo veicolo: 8700 kg
- Carico utile: 4870 kg